# Emmanuel Dudu
Emmanuel Dudu (Benin City, 5 agosto 1974) è un artista nigeriano.

## Biografia
Emmanuel Dudu ha frequentato la scuola primaria a Benin City, sua città natale e, successivamente, si è trasferito ad Auchi per studiare arte nella famosa Auchi Art School nel 1995. Nel 1999 ha conseguito la laurea in pittura (HND) dopo un breve corso iniziale di due anni sull'arte che gli ha permesso di ottenere l'Ordinary National Diploma (OND). Recentemente ha conseguito una laurea in arti visive presso la University of Lagos.
Dudu dipinge prevalentemente con pastelli, acquerelli, olio e acrilici. Le sue opere sono caratterizzate da un abbondante uso del colore e da motivi tradizionali africani.

## Mostre collettive
- 1999 Final year Exhibition Auchi poly, Auchi
- 2001 Impact Of Colours Rank Xerox, Lagos
- 2002 Kindred Spirits National Museum, Lagos
- 2003 Creative Ascention Mahogany Art Gallery, Lagos
- 2004 Luminous Mydrim Art Gallery, Lagos
- 2005 Creativity In University Of Lagos, University Of Lagos, Lagos
- 2005 Salon Pan African University, Lagos
- 2005 Auchi Heritage, National museum, Lagos
- 2006 With A Human Face, Pan African University, Lagos
- 2006 Times And Feelings Mydrim, art gallery, Lagos
- 2006 Spain Through Nigerian Eyes, Transcorp Hilton, Abuja
- 2006 Diversity In Art Spanish, Ambassadors residence, Abuja
- 2006 Helenic Images Embassy of Greece, Lagos
- 2007 Africa Festival Würzburg, Germany
- 2007 Miniature Fair Terrakulture, Lagos
- 2007 Imaginingvenice Transcorp, Hilton, Abuja
- 2007 Salon Shell Quarters, Lagos
- 2007 Freestyle Harmattan workshop gallery, Lagos
- 2007 Most Wanted Home and You, Lagos
- 2008 The Unbreakable Nigerian Spirits, The Civic Centre, Lagos

## Premi
- 2006 Primo premio, Spain through Nigerian Eyes - An art competition organizzato dalla Spanish Embassy in Nigeria
- 2007 Primo premio, Imaginingvenice - An art competition organizzato dall'Ambasciata italiana in Nigeria

## Pubblicazioni
- 2002 (24 ottobre) Auchi children Meet at National Museum  The Vanguard, pg 30.
- 2005 (20 novembre) Young artists hoist the Auchi Colourist flag Sunday comment

## Documentari
- This is Lagos è un documentario che rivela un lato della città di Lagos che la maggior parte delle persone non credevano potesse esistere a causa della sua reputazione come città pericolosa e poco sicura.

Prodotto da News and Pictures Media e dal Commonwealth Broadcast Association 
Produttore: Tunji Akinsehinwa
Direttore: Paul Marie Houessou
Produttore Esecutivo: Sally-Ann Wilson